# Claire Keim
Claire Keim (ur. 8 lipca 1975 w Périgord) – francuska aktorka i piosenkarka. Zagrała w filmie Horoskop śmierci i Horoskop śmierci 2.

## Filmografia
- 2006: Horoskop śmierci 2 jako Esther Delaître
- 2005: W pogoni za miłością jako Camille
- 2005: Train des enfoirés, Le jako ona sama
- 2004: Les Aventures extraordinaires de Michel Strogoff jako Nadia Fedor (głos)
- 2004: Horoskop śmierci jako Esther Delaître
- 2003: Calypso Is Like So jako Dziennikarka (głos)
- 2003: Good Dog
- 2003: Nasza nadzieja jako Catherine Lamiel
- 2003: Un homme par hasard jako Léa Faber
- 2003: En territoire indien jako Gladys
- 2002: Młody Casanova jako Elisabetta
- 2002: Secret de la belle de Mai, Le jako Alice
- 2002: Féroce jako Lucie
- 2002: Traquee jako Emmanuelle/Céline
- 2001: Juliette: Service(s) compris jako Juliette
- 2001: Roman de Lulu, Le jako Lulu
- 2001: Potwory i spółka (głos)
- 2001: Rozpruwacz: List z Piekła jako Chantal Etienne
- 2001: Nouveau big bang, Le jako Julie
- 2000: Król tańczy jako Julie
- 2000: Girl, The jako Dziewczyna
- 2000: Sens des affaires, Le jako Laetitia Zoët
- 2000: Belles de nuit jako ona sama

## Gościnnie
- 1992–1997: Nieśmiertelny jako Marie - Kelnerka
- 1993–1995: Wszyscy młodzi w ich wieku jako Ariane